# George Goodchild
Pour les articles homonymes, voir Goodchild.
Ne doit pas être confondu avec Richard George Goodchild.
George Goodchild, né en 1888 à Kingston upon Thames, dans le comté du Surrey et mort le 25 mars 1969 à Guildford, dans le comté du Surrey, est un auteur britannique de roman policier, roman western, roman d’espionnage, roman d’aventures et science-fiction. Il a publié certaines de ses œuvres sous les pseudonymes d'Alan Dare, Wallace Q. Reid et Jesse Templeton.

## Biographie
Il travaille un temps comme journaliste, puis dans une maison d’édition, avant de se consacrer uniquement à l’écriture. 
Écrivain très prolifique, il signe sous son patronyme et sous ses pseudonymes, plus de 200 romans et plus d'une centaine de nouvelles. Dans le domaine policier, qui constitue l'essentiel de son œuvre, son héros récurrent est l’inspecteur McLean, un dandy de Scotland Yard qui enquête dans une soixantaine de titres.  Dans les années 1930, Goodchild publie cinq romans policiers, écrits en collaboration avec Carl Eric Bechhofer Roberts, qui constituent le meilleur de son œuvre. Il a également créé pour une série d'espionnage le Q33, un agent spécialiste du contre-espionnage, et pour une série western le cowboy justicier Colorado Jim. Ses romans d'aventures, qui rappellent ceux de Jack London, ont souvent pour cadre l'Alaska et le Nord canadien.

## Œuvre

### Romans

#### Série policièreInspecteur McLean
- McLean of Scotland Yard (1929)
- McLean at the Golden Owl (1930)
- McLean Investigates (1930)
- How Now, McLean? (1931)
- Chief Inspector McLean (1932)
- Dandy Against the Gangsters (1933)
- Dandy Hangs Behind (1933)
- Dandy Nabs the Falcon (1933)
- Greta Dey’s Confession (1933)
- Her Little Game (1933)
- The Pretty Daredevil (1933)
- The Prince of Crooks (1933)
- The Terror of Stapleton Quarry (1933)
- The Triumph of McLean (1933) Publié en français sous le titre Le Scorpion, traduction de Ludovic Fortolis, Paris, Éditions Rouff, coll. « La Clé » no 23, 1940
- McLean Plays a Hand (1934)
- Yes, Inspector McLean (1934)
- Death on the Centre Court (1935)
- McLean Knows Best (1935)
- McLean Prevails (1935)
- Lead On, McLean! (1936)
- McLean Finds a Way (1936)
- McLean Remembers! (1936)
- Call McLean Sees It Through (1937)
- Danger Below (1937)
- Having No Hearts (1937) Publié en français sous le titre Noël tragique, traduction de Ludovic Fortolis, Paris, Rouff, coll. « La Clé » no 46, 1940
- McLean Takes Charge (1937)
- McLean Incomparable (1938)
- Again McLean (1939)
- McLean Excels (1939)
- McLean Intervenes (1939)
- McLean Sees It Through (1939)
- McLean Deduces (1940)
- Up, McLean! (1940)
- McLean Keeps Going (1941)
- McLean: Non-Stop (1941)
- McLean Takes a Holiday ou Inspector McLean’s Holiday (1942)
- Uncle Oscar’s Niece (1944)
- Hail McLean! (1945)
- Companion to Sirius (1949)
- Inspector McLean’s Casebook (1949)
- The Efford Tangle (1950)
- McLean Carries On (1950)
- McLean Predominant (1951)
- McLean to the Dark Tower Came (1951)
- The Last Redoubt (1952)
- McLean Steps In (1952)
- Well Caught, McLean (1953)
- Double Acrostic (1954)
- Trust McLean (1954)
- Find the Lady (1955)
- Watch McLean (1955)
- McLean Solves It (1956)
- Forever McLean (1957)
- Next of Kin (1957)
- McLean Disposes (1958)
- McLean Scores Again (1959)
- Tiger, Tiger (1959)
- Follow McLean (1961)
- Savage Encounter (1962) Publié en français sous le titre Trop beau pour être vrai, traduction de Pauline Verdun, Paris, Librairie des Champs-Élysées, coll. « Le Masque » no 842, 1964
- McLean Invincible: Further Exploits of Inspector McLean (1963)
- Laurels for McLean (1964)
- McLean Takes Over (1966)
- McLean Knows the Answers (1967)

#### Romans policiers écrits en collaboration avecCarl Eric Bechhofer Roberts
- The Jury Disagree (1934) Publié en français sous le titre Le jury n’est pas d’accord, traduction de Maurice-Bernard Endrèbe, Monaco, Internationales d’éditions, coll. « Le Roman de Minuit », 1946 ; réédition, Paris, Opta, coll. « Littérature policière », 1977
- Dear Old Gentleman (1935)
- Tidings of Joy (1936)
- The Prisoner’s Friend (1938) Publié en français sous le titre L’Accident de Patrick Manson, Paris, Librairie des Champs-Élysées, coll. « Le Masque » no 369, 1949
- We Shot an Arrow (1939)

#### Science-fiction
- The Monster of Grammont (1927)
- The Emperor of Hallelujah Island (1930)
- A Message from Space (1931)
- Doctor Zil’s Experiment (1953)

#### Autres romans
- The Barton Mystery (1916)
- The Last Cruise of the Majestic (1917)
- The Land of Eldorado (1919)
- Colorado Jim: or, The Taming of Angela (1920)
- The Compassionate Rogue (1920)
- The Woollen Monkey (1920)
- The Alaskan (1921)
- Tropper O’Neill (1921)
- Klondike Kit’s Revenge (1923)
- The Valley of Lies (1923)
- The Man Who Wasn’t (1924)
- Tall Timber (1924)
- Hurricane Tex (1925)
- The Taming of Nancy (1925)
- The Black Orchid (1926)
- Jim Goes North (1926)
- Ace High (1927)
- The Monster of Grammount (1921)
- Mushalong (1927)
- The Rain of the Roof (1928)
- The Elephant: or, The Man Beyond (1929)
- Jack O’Lantern (1929)
- The Girl at Pine Creek (1930)
- The Girl Who Failed Him (1930)
- The Splendid Crime ou The Public Defender (1930)
- The Road to Marrakesh (1931)
- For Reasons Unknown (1932)
- The House of Strange Adventure (1932)
- Petticoat Lane (1932)
- The Skeleton in the Cupboard (1932)
- Captain Sinister (1933)
- Mad Mike (1934)
- Quest of Nigel Rex (1934)
- The Homeward Trail (1935)
- Knight Takes Queen (1935)
- Knock and Come In (1935)
- No Exit! (1936)
- Rough Going (1936)
- Steve (1936)
- Summer Moon (1936)
- A Murder Will Be Committed (1937)
- Operator No. 19 (1937)
- Infamous Gentleman (1938)
- Yellowstones (1938)
- The Clock Struck Seven (1939)
- The Square Deal (1939)
- Forced Landing (1940)
- Know as Z.1 (1940)
- Man Peter (1941)
- Brave Interlude (1942)
- Behind that Door (1943)
- The Last Ditch (1944)
- Safety Last (1944)
- The Footlignt’s Call (1945)
- Cauldron Bubble (1946)
- East of Singapour (1946)
- Lady Take Care (1946)
- Rivers to Cross (1947)
- Dear Conspirator (1948)
- Stout Cortez (1949)
- Know as Z.1 (1950)
- The Spanish Steps (1951)
- The Last Secret (1956)
- The Danger Line (1958)
- False Intruder: a Story of the Old Yukon (1960)

#### Romans signés Alan Dare
- Killigrew (1922)
- The Isle of Hate (1924)
- Out of the Desert (1925)
- The Eye of Abu (1927), roman de science-fiction
- The Guarded Soul (1928)
- Body and Soul (1927)

#### Romans signés Wallace Q. Reid
- Red River (1934)
- Saskatoon Patrol (1934)
- Bluewater Landing (1935)
- Son of the South (1935)
- Doctor of the North (1936)
- The Rainbow Trail (1936)

#### Romans signés Jesse Templeton
- The Crimson Domino (1919)
- Jake Canuke (1924)
- The Eternal Conflict (1925)
- The Feud (1925)
- The Timber Wolf (1927)
- Between the Tides (1929)
- Dead or Alive (1929)
- The Bitter Test (1930)
- Clay-Face (1930)
- The Fathoms Deep (1931)
- The Yellow Hibiscus (1931)
- Inch of the CID (1932)
- Love’s Challenge (1932)
- Winning Through (1932)
- Virginia’s Quest (1934)
- The Woman Accused (1934)

### Recueil de nouvelles

#### SérieInspecteur McLean
- 12 Dandy McLean Detective Stories (1933)
- 12 Famous McLean Cases (1933)

#### Autres recueils de nouvelles
- Caravan Days (1916)
- Down Plug Street Way, and Other Stories (1918)
- The Great Alone (1919)
- Captain Crash (1924)
- Mountain Gold (1933)
- Q33 (1933)
- The Man from de West, and Other Stories of Adventure (1935)
- Mister Q33 (1935)
- This Woman Is Wanted (1936)
- Q33-Spy Catcher (1937)

#### Série de nouvellesCaptain Crash
- Witin the Mists (1922)
- That Open Door (1922)
- How He Got That Way (1922)
- Golden Lure (1922)
- In a Washington Trap (1922)
- Out of the Desert (1922)
- Just Like the Skipper (1922)
- Isles of Gold (1922)
- His Greatest Adventure (1922)

#### Série de nouvellesOperator 19
- I Am a Spy (1936)
- The Stowaway (1936)
- I Am a Spy – The Woman Who Fooled Them (1936)
- I Am a Spy – The End of Plafond (1936)

#### Autres nouvelles isolées
- Zaraphy (1916)
- Alaskan Luck (1920)
- As a Man Acts (1921)
- Singing Wheat (1921)
- Just a Little Kick (1922)
- Mack of the Mounted (1923)
- Terror of the North (1923)
- The Pirelli Violin (1924)
- In the Clutch of the Circle (1924)
- Frost and Fire (1924)
- Out of the Wilderness (1924)
- The Rider of the Rangers (1925)
- Kit of the Klondike Snows (1925)
- Plain Bill (1925)
- The Return of Colorado Jim (1926)
- North of 60 (1926)
- The Man from Alaska (1926)
- Out of the Forest (1927)
- Half Mast (1934)
- Trooper O’Leary (1936)

## Source
- Jacques Baudou et Jean-Jacques Schleret, Le Vrai Visage du Masque, vol. 1, Paris, Futuropolis, 1984, 476 p. (OCLC 311506692), p. 222.